# 清泉乡 (阆中市)
清泉乡，是中华人民共和国四川省南充市阆中市曾经下辖的一个乡。2019年10月，撤销东兴镇和清泉乡，将其所属行政区域划归文成镇管辖。

## 行政区划
清泉乡撤销前下辖以下地区：
清泉村、龙王庙村、阳垭村、中岭村、油坊村和东阳村。